# Bulbophyllum aristilabre
Bulbophyllum aristilabre là một loài phong lan thuộc chi Bulbophyllum.